# 毛干皮质
毛干皮质（英語：hair shaft cortex），简称毛皮质（英語：hair cortex），位于毛小皮和毛髓质之间，其内含有毛发的大部分色素，使毛发呈现出颜色。毛干皮质中的色素为黑色素，亦见于皮肤中。这种色素的分布因动物和人而异。在人类中，黑色素主要在毛小皮附近分布密集，而在动物中，黑色素则主要在毛髓质附近分布密集。